# 뱅크 오브 아메리카 타워 (뉴욕)
뱅크 오브 아메리카 타워(Bank of America Tower)는 미국 뉴욕 미드타운 맨해튼에 위치한 마천루이다. 미국 뱅크 오브 아메리카의 뉴욕시 사옥으로 건설된 지상 55층의 마천루로, 2009년 완공되었다. 약칭은 BOA 타워이다.
6번 애비뉴와 42번가와 43번가 사이에 위치하고있다. 2004년에 착공하여 2009년에 준공되었다. 높이는 366m로, 54층이다. 현재 뉴욕에서 1WTC와 엠파이어 스테이트 빌딩에 이어 세 번째로 높은 빌딩이다. 친환경적 건물로, 얼음을 이용한 냉방 시스템을 채용했다.

## 높이
건축학적으로 봤을 때, BOA 타워는 지상 366m의 마천루이다. 그러나 이 중 약 80m는 상층부에 위치한 한 개의 마스트, 첨탑의 높이로 실제 꼭대기 55층의 높이는 288m 정도이다. 즉, 공인된 높이만 봤을 때 뉴욕에서는 1WTC(541m), 엠파이어 스테이트 빌딩 (381m) 다음으로 높은 빌딩이지만, 지붕층만 따진다면 실제 높이는 크라이슬러 빌딩(319m)보다 훨씬 낮다.

## 갤러리

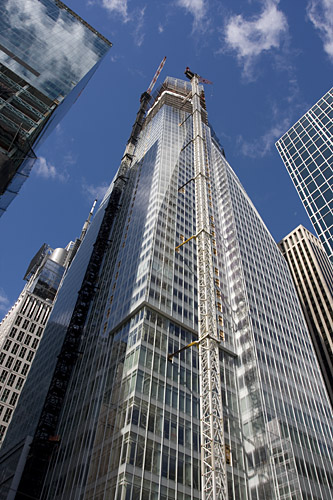
건설중인 BOA 타워 (2007년 9월)
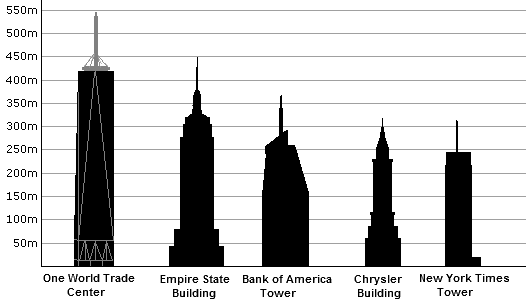
뉴욕 시의 마천루 순위, 가운데에 있는 건물이 BOA 타워이다.

## 같이 보기
- 뱅크 오브 아메리카
- 세계 마천루 목록
- 뱅크 오브 아메리카 타워
- 뱅크 오브 아메리카 플라자
- 뉴욕 타임스 빌딩
- 뉴욕의 마천루 목록